# CD Sébaco
Der Club Deportivo Sébaco ist ein Fußballverein aus der Stadt Sébaco im Nordwesten Nicaraguas. Aktuell tritt der Verein in der drittklassigen Tercera Division an.

## Vereinsgeschichte
Der Verein wurde im Jahr 2014 gegründet und konnte danach schnell erste Erfolge feiern. Bereits in der Saison 2015/2016 gelang der Aufstieg in die Primera Division, die höchste Spielklasse Nicaraguas. In der Hinrunde (Apertura) belegte der Aufsteiger den neunten und damit vorletzten Rang. In 18 Begegnungen gelangen dem Verein dabei nur drei Siege, insgesamt wurden elf Punkte erspielt. In der Rückrunde (Clausura) wurde mit einer Bilanz von zwei Siegen, fünf Unentschieden und elf Niederlagen erneut der neunte Rang belegt. Planmäßig wäre es daraufhin zu einem Relegationsspiel gegen den Chinandega FC gekommen, doch der nicaraguanische Verband gab am 6. Juli 2018 den Zwangsabstieg des CD Sébacos  in die dritte Liga bekannt. Grund für diese Maßnahme waren ausbleibende Gehaltszahlungen an Spieler und Beschäftigte des Vereins.